# Protula tubularia
Protula tubularia är en ringmaskart som först beskrevs av Montagu 1803.  Protula tubularia ingår i släktet Protula och familjen Serpulidae. Arten är reproducerande i Sverige. Utöver nominatformen finns också underarten P. t. caeca.